# کاناریو (بازیکن فوتبال)
' (به پرتغالی: Darcy Silveira dos Santos) معروف به کاناریو' (Canário) بازیکن فوتبال در پست مهاجم اهل برزیل است که در شهر ریودو ژانیرو و در تاریخ ۲۴ مهٔ ۱۹۳۶ به دنیا آمده‌است.

## باشگاهی
کاناریو در تیم‌های فوتبال باشگاه فوتبال رئال مادرید، باشگاه فوتبال سویا، باشگاه فوتبال رئال ساراگوسا و رئال مایورکا سابقهٔ حضور دارد.

## تیم ملی
وی همچنین در تیم ملی فوتبال برزیل بازی کرده است.